# علیرضا بیگدلی
علیرضا بیگدلی (زاده ۱۳۴۰) دیپلمات ایرانی و سرپرست سفارت جمهوری اسلامی ایران در کشور افغانستان از آذر سال ۱۴۰۳ است. وی پیش‌تر معاون کنسولی، امور مجلس و ایرانیان وزارت امور خارجه از سال ۱۴۰۰ تا ۱۴۰۳ بوده‌است. 
بیگدلی دارای مدرک کارشناسی روابط سیاسی، کارشناسی ارشد مطالعات منطقه‌ای خاورمیانه و دکترای اندیشه سیاسی می‌باشد.
وی پیشتر کاردار ایران در قزاقستان (۱۳۷۰ – ۱۳۷۱)، سفیر ایران در جمهوری آذربایجان (۱۳۷۴ – ۱۳۷۹)، سفیر ایران در قبرس (۱۳۸۹ – ۱۳۸۶) و سفیر ایران در ترکیه (۱۳۹۱ – ۱۳۹۴) بوده‌است.